# Västerlandet, Närpes
För andra betydelser, se Västerlandet (olika betydelser).
Västerlandet är en halvö i Finland.   Den ligger i landskapet Österbotten, i den sydvästra delen av landet, 300 km nordväst om huvudstaden Helsingfors.